# Caso instrumental
O caso instrumental (ou quinto caso) é um caso gramatical usado para indicar que um nome é o "instrumento" ou meio  pelo qual ou com o qual o sujeito realiza ou efetua uma ação. No português, corresponde ao uso da preposição "com" (não se deve confundi-lo com o caso comitativo, que é formado pela mesma preposição), ou pelo verbo no gerúndio "usando" ("usando uma faca", "com uma faca"). Os pronomes oblíquos "comigo", "contigo", "consigo", "conosco" e "convosco" normalmente são usadas em sentido comitativo, mas podem também ter sentido instrumental.
Uma palavra declinada no instrumental pode ser um substantivo concreto ou abstrato. Por exemplo, na oração russa: "Я написал письмо ручкой." (escrevi a carta com uma caneta), a declinação do nome indica o seu papel instrumental – o nominativo ручка (caneta) tem a sua terminação modificada para se tornar ручкой (com/usando caneta).
O caso instrumental ocorre no sânscrito, no inglês antigo, no georgiano, no basco e nas línguas balto-eslavas. Um caso instrumental/comitativo é discutivelmente presente em turco e outras línguas altaicas, assim com em tâmil. As línguas urálicas utilizam o caso adessivo quando disponível, ou o caso locativo quando não, para indicar a mesma categoria. Como exemplo, a frase finlandesa kirjoitan kynällä não quer dizer "eu escrevo sobre uma caneta", mas sim "eu escrevo usando uma caneta", ainda que a terminação adessiva -llä seja utilizada.